# Municipio de Ayutla
El municipio de Ayutla es un municipio de la Región Sierra Occidental del estado de Jalisco, México. Su cebecera es la localidad de Ayutla.

## Toponimia
Ayutla significa: "junto a las calabazas" o "lugar de tortugas".

## Historia
Su primitivo asiento estuvo en Tepospisaloya; su fundación se remonta a la época precortesiana.
La conquista del pueblo fue en 1524, la realizó el capitán español Francisco Cortés de San Buenaventura quien vino a conquistar la provincia de Tenamaxtlán, Juchipila, Tecolotlán, Ejutla y Atengo, en Tenamaxtlán dejó como encomenderos a Martín Monje y Pedro Gómez. Se asevera (por algunos historiadores) que Tepantla y Ayutla estuvieron unidos en un principio; pero surgieron divergencias entre algunas familias y se dividieron.
En 1525 predicaron la nueva fe y evangelizaron a los aborígenes fray Juan de Padilla y fray Miguel de Bolonia. Durante el virreinato perteneció a la Provincia de Ávalos al igual que Autlán, Tenamaxtlán y Etzatlán.
En 1541 se impusieron tributos y tocaba dar a los de Ayutla cinco cargas de maíz, tres mantillas de henequén, cuatro gallinas y cinco jícaras; sus pobladores eran entonces cinco españoles, cien indios, siete mulatos y veintidós mestizos.

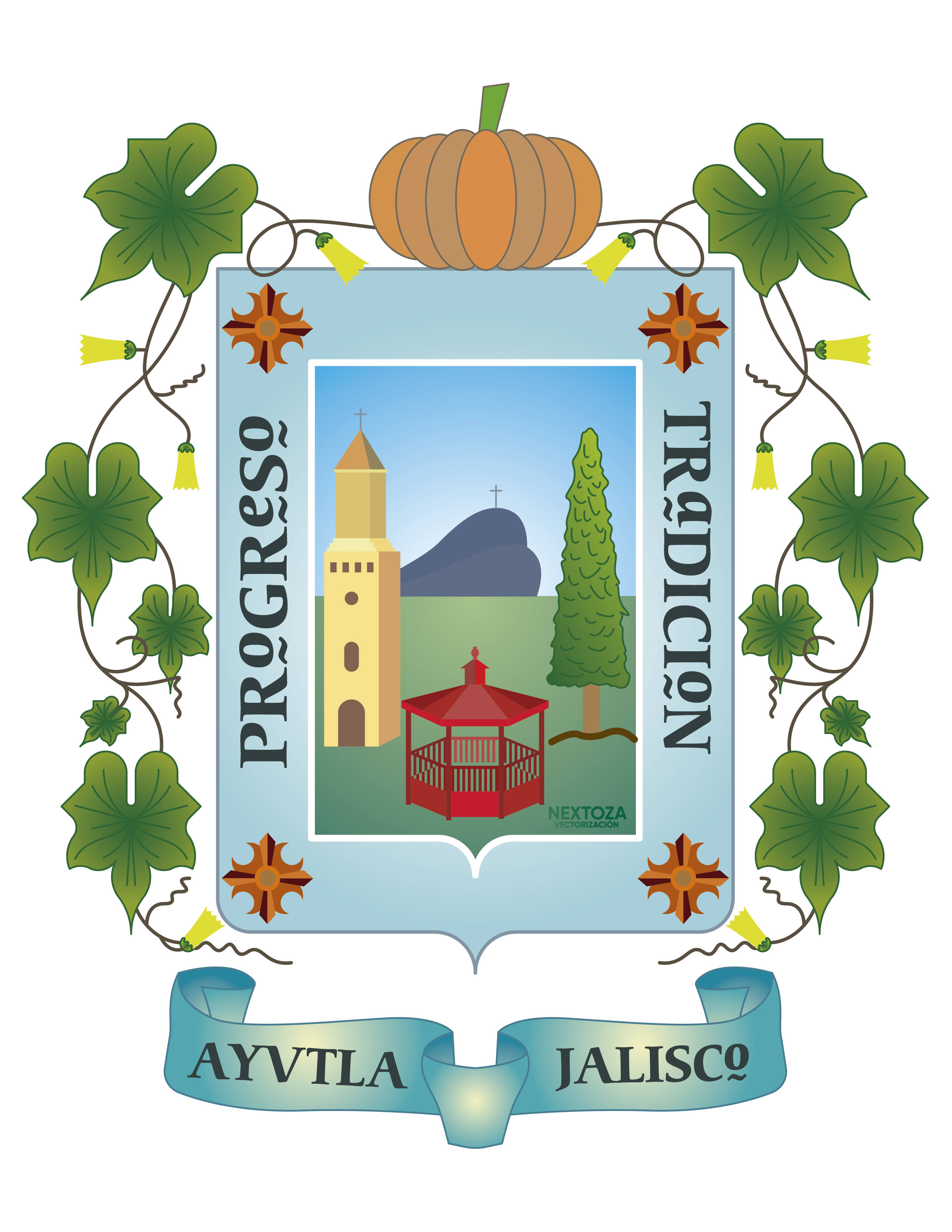
Escudo de Armas del Municipio de Ayutla creado por el Prof. Domingo Salvador Güitron Villegas

Por decreto número 191 del 2 de marzo de 1830 se cambió la cabecera del Departamento de Tepospisaloya al pueblo de Ayutla. Desde 1825 perteneció al 6° cantón de Autlán. Fue erigido en municipio el 28 de febrero de 1888.

## Descripción geográfica

### Ubicación
El municipio de Ayutla se localiza en la región Sierra de Amula del estado de Jalisco. Sus municipios colindantes son Tomatlán, Tenamaxtlán, Atengo, Autlán de Navarro, Cuautla, Villa Purificación y Unión de Tula. Tiene una extensión territorial de 939.12 kilómetros cuadrados.
El municipio colinda al norte con los municipios de Cuautla, Atengo y Tenamaxtlán; al este con los municipios de Tenamaxtlán y Unión de Tula; al sur con los municipios de Unión de Tula, Autlán de Navarro y Villa Purificación; al oeste con los municipios de Villa Purificación, Tomatlán y Cuautla.

## Medio físico
El 56.8% del municipio tiene terrenos montañosos. La roca predominante es la extrusiva ácida (29.1%) se trata de rocas ígneas de origen volcánico vertido a la superficie a través de fisuras o volcanes, además de que el suelo predominante es el regosol (57.7%), son de poco desarrollo, claros y pobres en materia orgánica pareciéndose bastante a la roca que les da origen. Su mayor cobertura de suelo esta en el bosque (48.6%) que es el uso de suelo dominante en el municipio.

### Hidrografía
Los tipos de recursos hídricos del municipio están constituidos por aguas subterráneas, ríos y lagos. El territorio está ubicado dentro de 5 acuíferos de los cuales el 0.3% no tienen disponibilidad y el 99.7% se encuentra con disponibilidad de agua subterránea.
El territorio municipal está dentro de las cuencas Atenguillo, Corcovado, Río Purificación, Río San Nicolás A, Tacotán de las cuales el 100.0% tienen disponibilidad y el 0% presentan déficit de disponibilidad de agua superficial.
El río Ayutla o San Pedro recorre el municipio de norte a sur. Además esta el río Santa Rosalía; los arroyos Tepetates, El Rincón, San Antonio, San Juan Cacoma, Santa Mónica y Peruleros; los manantiales: El Colomo, el Riego, y las presa de Tacotán y Ramón Corona (trigomil).

### Clima, temperatura y precipitación
La mayor parte del municipio Ayutla (84.1%) tiene clima semicálido semihúmedo. La temperatura media anual es de 19 °C, mientras que sus máximas y mínimas promedio oscilan entre 30.9 °C y 6.7 °C respectivamente. La precipitación media anual es de 967mm. El promedio anual de días con heladas es de 24.9. Los vientos dominantes son en dirección al sur.

## Sequía
A nivel municipal la sequía extrema es la que tiene una mayor distribución con un 45.2%, seguida por la excepcional, moderada y severa con 20, 16 y 13 por ciento respectivamente. 

## Áreas naturales protegidas
Ayutla alberga 1 área natural protegida con una superficie de 1,806.38 hectáreas (ha) lo que representa el 1.9% de todo el territorio municipal. Además, se cuenta con 0.4% de humedales. El ANP lleva por nombre Cuenca Alimentadora del Distrito Nacional de Riego 043, Nayarit.

## Flora y fauna

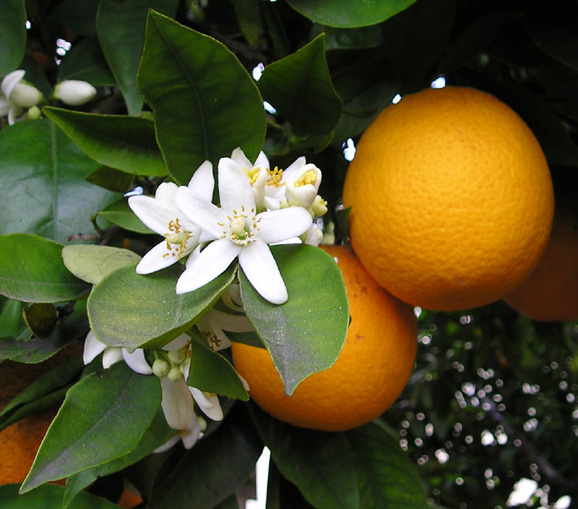
Naranjo.

Su vegetación se compone básicamente de pino, encino y roble. También hay pastizales y frutales como: guayabo, naranjo, durazno y aguacate.
La fauna está compuesta por:
- conejo[5]
  - Sylvilagus sp.
- liebre[5]
  - Lepus callotis
    - L. callotis callotis[6]
- tejón[5]
  - Nasua narica
    - Nasua narica molaris[6]
- mapache[5]
  - Procyon lotor
    - P. lotor hernandezii[6]
- coyote[5]
  - Canis latrans
    - C. latrans vigilis[6]
- venado[5]
  - Odocoileus virginianus
- jabalí[5]
  - Pecari tajacu
    - P. tajacu sonoriensis[6]
- gato montés[5]
  - Lynx rufus
    - L. rufus escuinapae[6]
- puma[5]
  - Puma concolor
    - P. concolor aztecus[6]
- tlacuache[5]
  - Didelphis virginiana
    - D. virginiana californica[6]
- zorrillo[5]
  - Familia Mephitidae
- codorniz[5]
- paloma[5]
- hüilota[5]
- entre otros

## Demografía y localidades
Según el Censo de Población y Vivienda 2020, su población en ese año era de 12,880 personas; de las cuales el 49.8 por ciento eran hombres y 50.2 por ciento mujeres. Comparando este volumen poblacional con el del año 2015 (12,453 habitantes), se observa que la población municipal aumentó un 3.43 por ciento en cinco años.

### Localidades
En 2020 Ayutla contaba con 70 localidades, de éstas, 8 eran de dos viviendas y 15 de una. La localidad de Ayutla era la más poblada, con 7,469 personas, que representaban el 58% de la población del municipio; le seguía Colonia "Manuel Gómez Torres" (Capilla de rayo) con el 5%, Tepantla con el 3.8%, San Pedro con el 3.8% y Santo Domingo con el 3.3% del total municipal.
| Código INEGI      | Localidad         | Población (2020) |
| ----------------- | ----------------- | ---------------- |
| 140170001         | Ayutla            | 7 469            |
| Otras localidades | Otras localidades | 5 411            |
| Total municipal   | Total municipal   | 12 880           |

## Pobreza por carencia social
El acceso a seguridad social y acceso a servicios básicos de la vivienda obtuvieron el mayor porcentaje de carencia con el 78% y el 31%, segudios por acceso a la alimentación y a servicios de salud con 17 y 13 por ciento siguiendo el orden. En menor medida tenemos calidad y espacios de la vivienda con 7%.

## Infraestructura
El municipio cuenta con 16 servicios públicos, de los cuales destacan 47 escuelas, seguido de 19 instalaciones deportivas o de recreación y templos con 18.

### Salud
De acuerdo con los registros de la secretaría de salud, en el municipio se encuentran 12 unidades de servicio de salud como lo son consultorios, hospitales generales y especializados, oficinas administrativas, farmacias, laboratorios, unidades de medicina familiar, de especialidades médicas y móviles. De las cuales 10 corresponden a la Secretaría de Salud (SSJ), 1 unidad de salud es del Instituto Mexicano del Seguro Social (IMSS) y 1 módulo del Instituto de Seguridad y Servicios Sociales para los Trabajadores del Estado (ISSSTE).

## Migración
En índice de intensidad megratoria se ubicó en 60 puntos que representan un grado de intensidad migratoria alto

## Economía y empleo
Conforme a la información del Directorio Estadístico Nacional de Unidades Económicas (DENUE) de INEGI, el municipio de Ayutla cuenta con 687 unidades económicas al mes de noviembre de 2022 y su distribución por sectores revela un predominio de establecimientos dedicados a Comercio, siendo estos el 43.38% del total en el municipio.

### Empleos
Para junio de 2023 el IMSS reportó un total de 369 trabajadores asegurados, lo que representó para el municipio de Ayutla un incremento anual de 12 trabajadores en comparación con el mismo mes de 2022, debido al alza del registro de empleo formal de algunos de sus grupos económicos principalmente el de Compraventa de materias primas, materiales y auxiliares. En función de los registros del IMSS el grupo económico que más empleos presentó dentro del municipio de Ayutla fue el de Servicios personales para el hogar y diversos, ya que en junio de 2023 registró un total de 48 trabajadores concentrando el 13.01% del total de asegurados en el municipio. El segundo grupo económico con más trabajadores asegurados fue el de Industria y productos de madera y corcho; excepto muebles, que para junio de 2023 registró 47 trabajadores asegurados que representan el 12.74% del total de trabajadores asegurados, mientras que ne el tercer grupo basado en la construcción de edificaciones y de obras de ingeniería civil se tinene a un 11.6% de trabajadores con las características ya mencionadas.

## Índice de desarrollo municipal (IDM)
Ayutla obtiene un desarrollo institucional Bajo con un IDM-I de 52.6.

## Promedio mensual de carpetas de investigación
Durante el periodo de junio 2023 a mayo de 2024, se abrieron un total de 65 carpetas de investigación con un promedio mensual de 5 en donde el delito más investigado esta asociado con el fraude.

## Turismo
Centros de Ecoturismo con servicios de hospedaje, alimentación, tirolesas, campismo, senderismo y rapel.
Presa de Trigomil con servicio de paseo en lancha, pesca deportiva y restaurante.
Arquitectura
- Templo Viejo, actualmente Casa de la Cultura y museo, Templo de San Miguel de Arcángel, Templo de Tepospizaloya, Templo de San Francisco de Asís en Tepantla.

Artesanías
- Elaboración de: sillas de montar y huaraches, talabartería, elaboración de productos en carrizo.

Parques y reservas
- Sierra de Ayutla.
- San Miguel de la Sierra
- El Rosario
- La Cañada del Carmen.
- El Cerro del Plato
- Cacoma.
- Cerro La Tortuga.

´´´ Gastronomía ´´´
- Productos elaborados con calabaza, pozole, pepian, birria.

## Fiestas
Fiestas civiles
- Feria taurina. Del 19 al 30 de enero.

Fiestas religiosas
- Fiesta en honor de San Miguel. Del 19 al 29 de septiembre.